# Janusz Kotarbiński
Janusz Wiktor Kotarbiński (ur. 30 lipca 1890 w Gołonogu, zm. 13 stycznia 1940 w Zakopanem) – polski malarz, plastyk i literat.

## Życiorys
Urodził się 30 lipca 1890 we wsi Gołonóg (obecnie dzielnica Dąbrowy Górniczej), w rodzinie Apoloniusza Eustachego i Matyldy z Mętrackich. Studiował na Akademii Sztuk Pięknych w Krakowie.
Służył w 5. (6.) kompanii II batalionu 2 Pułku Piechoty Legionów Polskich . W styczniu 1915 leczył się w szpitalu w Witkowicach. 16 grudnia 1915 w Krakowie został zwolniony z Legionów ze względów zdrowotnych . 9 lutego 1916 została zatwierdzona decyzja komisji superarbitracyjnej .
W 1919 zamieszkał w Zakopanem, gdzie zaangażował się w badania jaskiń i tworzenie kolekcji etnograficznej. Kolekcję tę złożoną z przedmiotów użytkowych i ozdób kobiecych przekazał w 1923 do Muzeum Tatrzańskiego, w tym samym roku napisał i opublikował własnoręcznie ilustrowane Nowele tatrzańskie. W 1924 napisał opowiadanie o rycerzach śpiących w Dolinie Kościeliskiej, równolegle malował obrazy o tematyce górskiej, ludowej i zakopiańskie pejzaże. Uczestniczył w wielu wystawach, m.in. z krakowskim Towarzystwem Przyjaciół Sztuk Pięknych. Organizował wystawy malarskie w Bazarze Polskim, w 1925 wszedł do zarządu Towarzystwa „Sztuka Podhalańska”.
Dziełem, które przyniosło mu największy rozgłos, ale i przyczyniło się do zakończenia kariery malarskiej jest polichromia i witraże w kościele pw. św. Rodziny na zakopiańskich Krupówkach. Realizacja spotkała się z ostracyzmem środowiska plastyków w Zakopanem, co spowodowało wyizolowanie się twórcy. Od 1934 do śmierci w 1940 nie utrzymywał żadnych kontaktów z zakopiańskimi twórcami.
Spoczywa na Nowym Cmentarzu w Zakopanem (kw. M3-B-12).

## Odznaczenia
- Medal Niepodległości – 21 kwietnia 1937 „za pracę w dziele odzyskania niepodległości”[5]

## Galeria

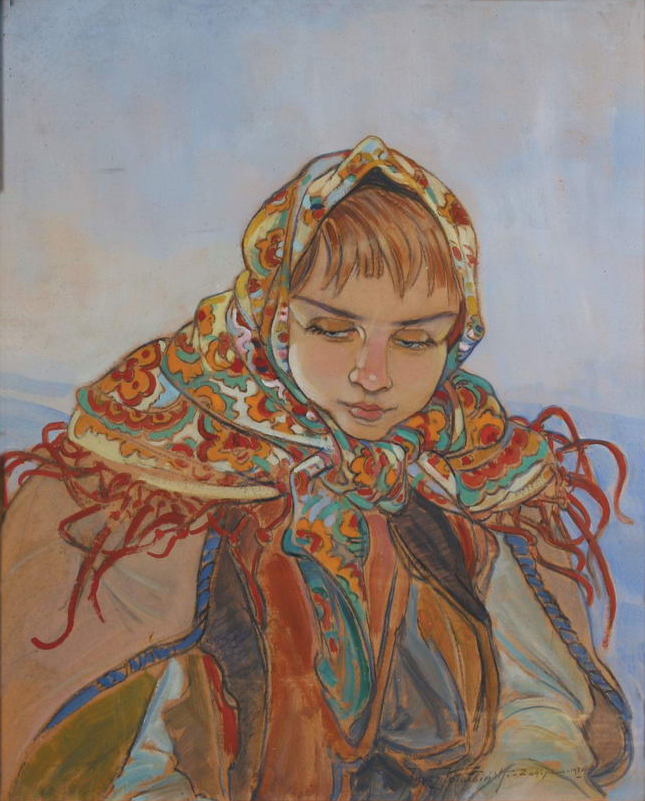
Dziewczyna w chuście (1930)
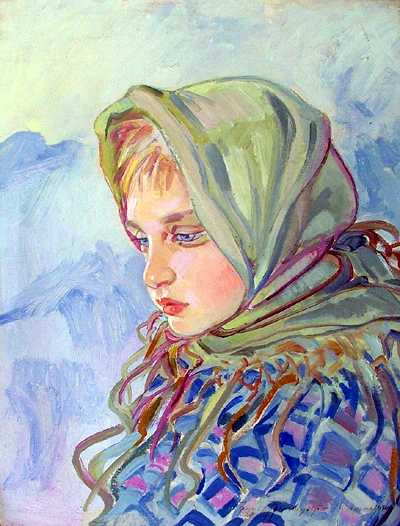
Portret dziewczynki (1930)
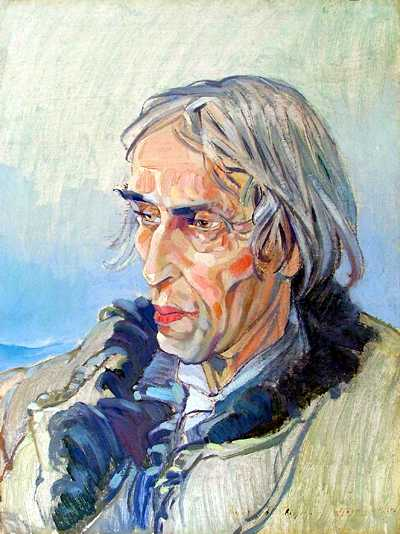
Portret górala (1930)
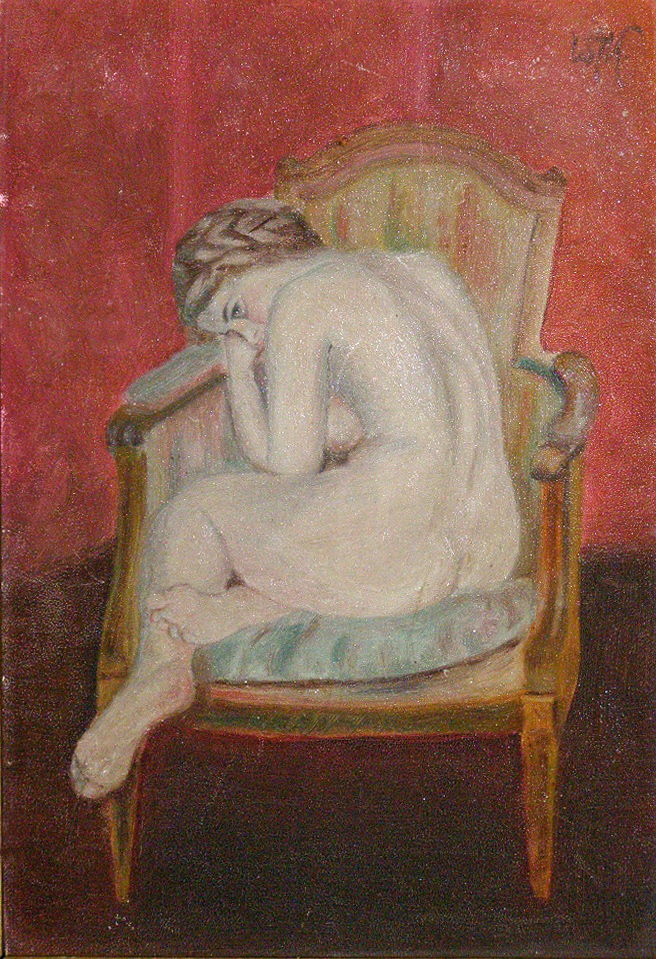
Akt w berżerce (przed 1939)